# Jean Théodore Latour
Pour les articles homonymes, voir Latour.
Jean Théodore Latour (né Corneil François Taton à Saint-Omer le 3 mars 1767 et mort à Paris le 26 avril 1845) est un pianiste et compositeur français. Il a écrit plusieurs sonatines pour piano qui sont adaptées pour les élèves pianistes d'un niveau intermédiaire. Ses pièces apparaissent dans plusieurs publications destinées à ces étudiants.
Latour fut nommé pianiste officiel du Prince Régent (qui devint plus tard le Roi George IV).

## Pour approfondir